# Copa Mundial de Fútbol Juvenil de 1983
La Copa Mundial de Fútbol Juvenil de la FIFA México 1983 (en inglés: FIFA World Youth Championship México 1983) fue la IV edición de la Copa Mundial de Fútbol Sub-20. Esta versión del torneo se realizó en México, entre el 2 de junio y el 19 de junio de 1983. Fue ganada por Brasil, derrotando en un apretado partido a su archirrival Argentina por 1:0.
La mecánica fue la misma que su antecesora, Australia 1981, con fase de grupos, clasificándose los dos primeros de cada uno a cuartos de final, donde en eliminación directa se llegaría hasta la final.
Para algunos especialistas, esta edición sirvió a México para demostrar que tiene la capacidad de albergar un evento FIFA a raíz de que dos semanas antes del arranque FIFA le confía la celebración de la edición decimotercera de la Copa Mundial de Fútbol en el año 1986 al renunciar Colombia la sede original en noviembre del año 1982.

## Sedes
El campeonato se efectuó en siete sedes:
| Ciudad             | Estadio              | Capacidad |
| ------------------ | -------------------- | --------- |
| Ciudad de México   | Estadio Azteca       | 114 600   |
| Guadalajara        | Estadio Jalisco      | 60 000    |
| León               | Estadio Nou Camp     | 35 000    |
| Monterrey          | Estadio Tecnológico  | 36 485    |
| Irapuato           | Estadio Irapuato     | 27 000    |
| Toluca             | Estadio Nemesio Díez | 33 000    |
| Puebla de Zaragoza | Estadio Cuauhtémoc   | 42 648    |

## Equipos participantes
Además del anfitrión México, 15 equipos clasificaron a la fase final del torneo a través de los torneos realizados por cada una de las restantes seis confederaciones.
- Un equipo de Oceanía clasificó en el Campeonato Sub-20 de la OFC 1982.[1]
- Un equipo de CONCACAF clasificó en el Torneo Sub-20 de la Concacaf 1982, realizado en tres fases: la primera con tres grupos donde pasaban los dos primeros, quienes se organizaban en dos grupos, pasando a semifinales los dos primeros de cada uno. Este campeonato se realizó en Guatemala entre el 15 de agosto y el 5 de septiembre, siendo el ganador Honduras, derrotando en la final a Estados Unidos 1:0. Este último finalmente fue al mundial debido a que el ganador del campeonato fue descalificado por utilizar un jugador que no cumplía con los requisitos.[2]
- Dos equipos asiáticos clasificaron en el Campeonato Juvenil de la AFC 1982, donde el campeón fue Corea del Sur, derrotando en la final al conjunto de China.[3]
- Dos equipos africanos clasificaron en el Campeonato Juvenil Africano de 1983 disputado en Nigeria, donde la selección local derrotó en la final a Costa de Marfil.[4]
- Tres equipos sudamericanos clasificaron en el Campeonato Sudamericano Sub-20 de 1983 disputado en Bolivia, cuyo campeón fue Brasil.[5]
- Seis representantes europeos clasificaron en el Campeonato Europeo Sub-18 1982 disputado en Finlandia. El campeón fue Escocia, quien derrotó en la final a Checoslovaquia.[6]

Los 16 equipos fueron posteriormente separados en cuatro grupos. En cursiva, los equipos debutantes.
| Clasificatorias | Clasificatorias | Clasificatorias | Clasificatorias | Clasificatorias | Clasificatorias |
| --------------- | --------------- | --------------- | --------------- | --------------- | --------------- |
| África          | Asia            | Europa          | Norteamérica    | Oceanía         | Sudamérica      |

| Equipos participantes | Equipos participantes | Equipos participantes | Equipos participantes |
| --------------------- | --------------------- | --------------------- | --------------------- |
| Argentina             | Checoslovaquia        | Escocia               | Países Bajos          |
| Australia             | China                 | Estados Unidos        | Polonia               |
| Austria               | Corea del Sur         | México                | Unión Soviética       |
| Brasil                | Costa de Marfil       | Nigeria               | Uruguay               |

## Desarrollo
Dividido en dos fases, una de grupos y otra de eliminación directa a partir de los cuartos de final, el local no pudo llegar a la segunda, logrando solo un empate en su debut frente a Australia, que tampoco pasó de fase, gracias a la buena campaña de Escocia y Corea del Sur. En los restantes grupos, los favoritos no tuvieron muchos problemas, pasando a segunda fase Uruguay, Polonia, Argentina, Checoslovaquia y Brasil. Lo único a destacar fue la clasificación de Países Bajos en desmedro de la Unión Soviética, aunque la sola presencia de Marco van Basten hizo de la primera un selección temible.
En cuartos de final, Polonia doblegó a Escocia en un disputado partido, mientras que los favoritos de siempre Brasil y Argentina doblegaron a Checoslovaquia y los Países Bajos respectivamente. La sorpresa la puso Corea, quien en tiempo extra superó a su similar de Uruguay. En semifinales, nuevamente Brasil y Argentina ganaron posicionándose en la final, superando el primero a Corea y el segundo a Polonia.
El tercer lugar fue ganado finalmente por Polonia en tiempo extra por 2:1, y el ganador del torneo fue Brasil, quien superó por la cuenta mínima a Argentina con gol de la figura del torneo, Geovani.

## Resultados
- Los horarios corresponden a la hora de la Ciudad de México (UTC-6)

### Primera fase

#### Grupo A
| Selección     | Pts. | PJ | PG | PE | PP | GF | GC | Dif. |
| ------------- | ---- | -- | -- | -- | -- | -- | -- | ---- |
| Escocia       | 4    | 3  | 2  | 0  | 1  | 4  | 2  | +2   |
| Corea del Sur | 4    | 3  | 2  | 0  | 1  | 4  | 4  | 0    |
| Australia     | 3    | 3  | 1  | 1  | 1  | 4  | 4  | 0    |
| México        | 1    | 3  | 0  | 1  | 2  | 2  | 4  | −2   |

| 2 de junio de 1983, 21:00 | México     | 1:1 (1:0) | Australia  | Estadio Azteca, Ciudad de México                                     |                                                                      |
|                           | Bernal 16' | Reporte   | Farina 73' | Asistencia: 108.900 espectadores Árbitro(s): Gerard Biguet (Francia) | Asistencia: 108.900 espectadores Árbitro(s): Gerard Biguet (Francia) |

| 3 de junio de 1983, 15:00 | Corea del Sur | 0:2 (0:0) | Escocia         | Estadio Nemesio Díez, Toluca                                                |                                                                             |
|                           |               | Reporte   | Dobbin 62', 78' | Asistencia: 26.191 espectadores Árbitro(s): Edward Bellion (Estados Unidos) | Asistencia: 26.191 espectadores Árbitro(s): Edward Bellion (Estados Unidos) |

| 5 de junio de 1983, 12:00 | Corea del Sur                   | 2:1 (1:1) | México    | Estadio Azteca, Ciudad de México                                      |                                                                       |
|                           | In Woo No 29' · Yon Ho Shin 89' | Reporte   | Reyna 10' | Asistencia: 71.198 espectadores Árbitro(s): Jan Keizer (Países Bajos) | Asistencia: 71.198 espectadores Árbitro(s): Jan Keizer (Países Bajos) |

| 5 de junio de 1983, 16:00 | Escocia    | 1:2 (0:0) | Australia                     | Estadio Nemesio Díez, Toluca                                            |                                                                         |
|                           | McStay 61' | Reporte   | Incantalupo 52' · Patikas 87' | Asistencia: 22.111 espectadores Árbitro(s): Carlos Espósito (Argentina) | Asistencia: 22.111 espectadores Árbitro(s): Carlos Espósito (Argentina) |

| 8 de junio de 1983, 16:00 | Australia | 1:2 (0:2) | Corea del Sur                        | Estadio Nemesio Díez, Toluca                                          |                                                                       |
|                           | Brown 53' | Reporte   | Chong Kon Kim 16' · Jong Boo Kim 34' | Asistencia: 24.812 espectadores Árbitro(s): Horst Brummeier (Austria) | Asistencia: 24.812 espectadores Árbitro(s): Horst Brummeier (Austria) |

| 8 de junio de 1983, 20:00 | México | 0:1 (0:1) | Escocia    | Estadio Azteca, Ciudad de México                                                |                                                                                 |
|                           |        | Reporte   | Clarke 45' | Asistencia: 86.582 espectadores Árbitro(s): Luís Carlos Félix Ferreira (Brasil) | Asistencia: 86.582 espectadores Árbitro(s): Luís Carlos Félix Ferreira (Brasil) |

#### Grupo B
| Selección       | Pts. | PJ | PG | PE | PP | GF | GC | Dif. |
| --------------- | ---- | -- | -- | -- | -- | -- | -- | ---- |
| Uruguay         | 5    | 3  | 2  | 1  | 0  | 6  | 3  | +3   |
| Polonia         | 4    | 3  | 2  | 0  | 1  | 10 | 5  | +5   |
| Estados Unidos  | 2    | 3  | 1  | 0  | 2  | 3  | 5  | −2   |
| Costa de Marfil | 1    | 3  | 0  | 1  | 2  | 2  | 8  | −6   |

| 3 de junio de 1983, 14:00 | Polonia                                                                    | 7:2 (3:0) | Costa de Marfil      | Estadio Cuauhtémoc, Puebla                                       |                                                                  |
|                           | Klemenz 4', 21' 51' · Gorgon 22' · Wraga 48' · Myslinski 59' · Lesniak 85' | Reporte   | Didi 67' · Kassy 80' | Asistencia: 14.130 espectadores Árbitro(s): Daqiao Zhang (China) | Asistencia: 14.130 espectadores Árbitro(s): Daqiao Zhang (China) |

| 3 de junio de 1983, 19:00 | Uruguay                     | 3:2 (1:0) | Estados Unidos         | Estadio Jalisco, Guadalajara                                            |                                                                         |
|                           | Aguilera 2' · Sosa 57', 64' | Reporte   | Hooker 60' · Pérez 67' | Asistencia: 17.821 espectadores Árbitro(s): Ivan Gregr (Checoslovaquia) | Asistencia: 17.821 espectadores Árbitro(s): Ivan Gregr (Checoslovaquia) |

| 5 de junio de 1983, 14:00 | Estados Unidos | 1:0 (0:0) | Costa de Marfil | Estadio Cuauhtémoc, Puebla                                      |                                                                 |
|                           | Gelnovatch 79' | Reporte   |                 | Asistencia: 11.836 espectadores Árbitro(s): César Pagano (Perú) | Asistencia: 11.836 espectadores Árbitro(s): César Pagano (Perú) |

| 6 de junio de 1983, 17:00 | Uruguay                         | 3:1 (0:0) | Polonia     | Nou Camp, León                                                          |                                                                         |
|                           | Zalazar 52' · Aguilera 54', 66' | Reporte   | Klemenz 57' | Asistencia: 23.117 espectadores Árbitro(s): Muhamed Larache (Marruecos) | Asistencia: 23.117 espectadores Árbitro(s): Muhamed Larache (Marruecos) |

| 8 de junio de 1983, 14:00 | Polonia                       | 2:0 (0:0) | Estados Unidos | Estadio Cuauhtémoc, Puebla                                           |                                                                      |
|                           | Lesniak 76' · Szczepanski 85' | Reporte   |                | Asistencia: 16.103 espectadores Árbitro(s): Okubule Eestus (Nigeria) | Asistencia: 16.103 espectadores Árbitro(s): Okubule Eestus (Nigeria) |

| 8 de junio de 1983, 15:00 | Costa de Marfil | 0:0     | Uruguay | Estadio Sergio León Chávez, Irapuato                                  |                                                                       |
|                           |                 | Reporte |         | Asistencia: 15.317 espectadores Árbitro(s): Do Ha Lee (Corea del Sur) | Asistencia: 15.317 espectadores Árbitro(s): Do Ha Lee (Corea del Sur) |

#### Grupo C
| Selección      | Pts. | PJ | PG | PE | PP | GF | GC | Dif. |
| -------------- | ---- | -- | -- | -- | -- | -- | -- | ---- |
| Argentina      | 6    | 3  | 3  | 0  | 0  | 10 | 0  | +10  |
| Checoslovaquia | 4    | 3  | 2  | 0  | 1  | 7  | 4  | +3   |
| China          | 2    | 3  | 1  | 0  | 2  | 5  | 8  | −3   |
| Austria        | 0    | 3  | 0  | 0  | 3  | 0  | 10 | −10  |

| 4 de junio de 1983, 12:00 | China | 0:5 (0:1) | Argentina                                                         | Estadio Azteca, Ciudad de México                                      |                                                                       |
|                           |       | Reporte   | Gabrich 16' · García 53' · Dertycia 70' · Zárate 81' · Acosta 89' | Asistencia: 19.376 espectadores Árbitro(s): Hernán Silva Arce (Chile) | Asistencia: 19.376 espectadores Árbitro(s): Hernán Silva Arce (Chile) |

| 4 de junio de 1983, 14:00 | Checoslovaquia                        | 4:0 (1:0) | Austria | Estadio Cuauhtémoc, Puebla                                           |                                                                      |
|                           | Kula 9', 71' · Karoch 48' · Hirko 89' | Reporte   |         | Asistencia: 21.112 espectadores Árbitro(s): Romualdas Yushka (Rusia) | Asistencia: 21.112 espectadores Árbitro(s): Romualdas Yushka (Rusia) |

| 7 de junio de 1983, 15:00 | Checoslovaquia             | 3:2 (1:0) | China            | Estadio Sergio León Chávez, Irapuato                          |                                                               |
|                           | Dostal 34', 89' · Kula 75' | Reporte   | Mai 49' · Li 56' | Asistencia: 15.317 espectadores Árbitro(s): M. Karim (Baréin) | Asistencia: 15.317 espectadores Árbitro(s): M. Karim (Baréin) |

| 7 de junio de 1983, 19:00 | Austria | 0:3 (0:3) | Argentina                     | Estadio Nou Camp, León                                                   |                                                                          |
|                           |         | Reporte   | Gabrich 13', 28' · Zárate 20' | Asistencia: 31.144 espectadores Árbitro(s): Brian R. Mc Ginley (Escocia) | Asistencia: 31.144 espectadores Árbitro(s): Brian R. Mc Ginley (Escocia) |

| 9 de junio de 1983, 15:00 | China                        | 3:0 (0:0) | Austria | Estadio Sergio León Chávez, Irapuato                                          |                                                                               |
|                           | Liu 48' · Guo 79' · Duan 88' | Reporte   |         | Asistencia: 15.317 espectadores Árbitro(s): Christopher Bambridge (Australia) | Asistencia: 15.317 espectadores Árbitro(s): Christopher Bambridge (Australia) |

| 9 de junio de 1983, 17:00 | Argentina                   | 2:0 (1:0) | Checoslovaquia | Estadio Nou Camp, León                                                     |                                                                            |
|                           | Vanemerak 15' · Gabrich 77' | Reporte   |                | Asistencia: 14.143 espectadores Árbitro(s): Bernard Grah (Costa de Marfil) | Asistencia: 14.143 espectadores Árbitro(s): Bernard Grah (Costa de Marfil) |

#### Grupo D
| Selección       | Pts. | PJ | PG | PE | PP | GF | GC | Dif. |
| --------------- | ---- | -- | -- | -- | -- | -- | -- | ---- |
| Brasil          | 5    | 3  | 2  | 1  | 0  | 6  | 2  | +4   |
| Países Bajos    | 4    | 3  | 1  | 2  | 0  | 4  | 3  | +1   |
| Nigeria         | 3    | 3  | 1  | 1  | 1  | 1  | 3  | −2   |
| Unión Soviética | 0    | 3  | 0  | 0  | 3  | 3  | 6  | −3   |

| 4 de junio de 1983, 17:00 | Unión Soviética | 0:1 (0:0) | Nigeria         | Estadio Tecnológico, Monterrey                                      |                                                                     |
|                           |                 | Reporte   | Okoronwanta 78' | Asistencia: 37.837 espectadores Árbitro(s): Fermín Ramírez (México) | Asistencia: 37.837 espectadores Árbitro(s): Fermín Ramírez (México) |

| 4 de junio de 1983, 19:00 | Países Bajos | 1:1 (0:0) | Brasil      | Estadio Jalisco, Guadalajara                                       |                                                                    |
|                           | Been 49'     | Reporte   | Geovani 77' | Asistencia: 68.130 espectadores Árbitro(s): Rolf Ericsson (Suecia) | Asistencia: 68.130 espectadores Árbitro(s): Rolf Ericsson (Suecia) |

| 6 de junio de 1983, 19:00 | Brasil                               | 3:0 (3:0) | Nigeria | Estadio Jalisco, Guadalajara                                                |                                                                             |
|                           | Gilmar 7' · Santos 32' · Giovani 43' | Reporte   |         | Asistencia: 41.182 espectadores Árbitro(s): Carlos Luis Alfaro (Costa Rica) | Asistencia: 41.182 espectadores Árbitro(s): Carlos Luis Alfaro (Costa Rica) |

| 6 de junio de 1983, 21:00 | Países Bajos                         | 3:2 (1:0) | Unión Soviética            | Estadio Tecnológico, Monterrey                                                 |                                                                                |
|                           | Duut 12' · Been 48' · Van Basten 49' | Reporte   | Salimov 40' · Protasov 46' | Asistencia: 27.136 espectadores Árbitro(s): José Luis Martínez Bazán (Uruguay) | Asistencia: 27.136 espectadores Árbitro(s): José Luis Martínez Bazán (Uruguay) |

| 9 de junio de 1983, 19:00 | Unión Soviética | 1:2 (0:0) | Brasil                          | Estadio Jalisco, Guadalajara                                                  |                                                                               |
|                           | Litovchenko 87' | Reporte   | Agapov 47' (a.g.) · Geovani 80' | Asistencia: 31.380 espectadores Árbitro(s): Keith Stuart Hackett (Inglaterra) | Asistencia: 31.380 espectadores Árbitro(s): Keith Stuart Hackett (Inglaterra) |

| 9 de junio de 1983, 21:00 | Nigeria | 0:0     | Países Bajos | Estadio Tecnológico, Monterrey                                       |                                                                      |
|                           |         | Reporte |              | Asistencia: 41.283 espectadores Árbitro(s): Andrzej Libich (Polonia) | Asistencia: 41.283 espectadores Árbitro(s): Andrzej Libich (Polonia) |

### Segunda fase
|  | Cuartos de final               | Cuartos de final        |                                |   | Semifinales                  | Semifinales                  |  |  | Final | Final |
|  |                                |                         |                                |   |                              |                              |  |  |       |       |
|  | 11 de junio – Ciudad de México |                         |                                |   |                              |                              |  |  |       |       |
|  |                                |                         |                                |   |                              |                              |  |  |       |       |
|  | Escocia                        | 0                       |                                |   |                              |                              |  |  |       |       |
|  | Escocia                        | 0                       | 15 de junio – Ciudad de México |   |                              |                              |  |  |       |       |
|  | Polonia                        | 1                       |                                |   |                              |                              |  |  |       |       |
|  | Polonia                        | 1                       | Polonia                        | 0 |                              |                              |  |  |       |       |
|  | 12 de junio – León             |                         | Polonia                        | 0 |                              |                              |  |  |       |       |
|  |                                | Argentina               | 1                              |   |                              |                              |  |  |       |       |
|  | Argentina                      | Argentina               | 1                              | 2 |                              |                              |  |  |       |       |
|  | Argentina                      |                         | 18 de junio – Ciudad de México | 2 |                              |                              |  |  |       |       |
|  | Países Bajos                   | 1                       |                                |   |                              |                              |  |  |       |       |
|  | Países Bajos                   | 1                       | Argentina                      | 0 |                              |                              |  |  |       |       |
|  | 11 de junio – Monterrey        |                         | Argentina                      | 0 |                              |                              |  |  |       |       |
|  |                                | Brasil                  | 1                              |   |                              |                              |  |  |       |       |
|  | Uruguay                        | Brasil                  | 1                              | 1 |                              |                              |  |  |       |       |
|  | Uruguay                        | 15 de junio – Monterrey |                                | 1 |                              |                              |  |  |       |       |
|  | Corea del Sur (t.s.)           | 2                       |                                |   |                              |                              |  |  |       |       |
|  | Corea del Sur (t.s.)           | 2                       | Corea del Sur                  | 1 |                              |                              |  |  |       |       |
|  | 12 de junio – Guadalajara      |                         | Corea del Sur                  | 1 |                              |                              |  |  |       |       |
|  |                                | Brasil                  | 2                              |   | Partido por el tercer puesto | Partido por el tercer puesto |  |  |       |       |
|  | Brasil                         | Brasil                  | 2                              | 4 | Partido por el tercer puesto | Partido por el tercer puesto |  |  |       |       |
|  | Brasil                         |                         | 19 de junio – Guadalajara      | 4 |                              |                              |  |  |       |       |
|  | Checoslovaquia                 | 1                       |                                |   |                              |                              |  |  |       |       |
|  | Checoslovaquia                 | 1                       | Polonia (t.s.)                 | 2 |                              |                              |  |  |       |       |
|  |                                |                         |                                |   |                              |                              |  |  |       |       |
|  | Corea del Sur                  | 1                       |                                |   |                              |                              |  |  |       |       |
|  | Corea del Sur                  | 1                       |                                |   |                              |                              |  |  |       |       |

#### Cuartos de final
| 11 de junio de 1983, 12:00 | Escocia | 0:1 (0:1) | Polonia    | Estadio Azteca, Ciudad de México                                    |                                                                     |
|                            |         | Reporte   | Klemenz 5' | Asistencia: 11.986 espectadores Árbitro(s): Gerard Biguet (Francia) | Asistencia: 11.986 espectadores Árbitro(s): Gerard Biguet (Francia) |

| 11 de junio de 1983, 17:00 | Uruguay      | 1:2 (1:1, 0:0) (t. s.) | Corea del Sur         | Estadio Tecnológico, Monterrey                                              |                                                                             |
|                            | Martínez 71' | Reporte                | Yon Ho Shin 54', 104' | Asistencia: 39.876 espectadores Árbitro(s): Carlos Luis Alfaro (Costa Rica) | Asistencia: 39.876 espectadores Árbitro(s): Carlos Luis Alfaro (Costa Rica) |

| 12 de junio de 1983, 12:00 | Argentina               | 2:1 (0:1) | Países Bajos  | Estadio Nou Camp, León                                                        |                                                                               |
|                            | Borelli 65' · Gaona 90' | Reporte   | Van Basten 4' | Asistencia: 24.830 espectadores Árbitro(s): Keith Stuart Hackett (Inglaterra) | Asistencia: 24.830 espectadores Árbitro(s): Keith Stuart Hackett (Inglaterra) |

| 12 de junio de 1983, 12:00 | Brasil                                    | 4:1 (3:1) | Checoslovaquia | Estadio Jalisco, Guadalajara                                                |                                                                             |
|                            | Dunga 18' · Bebeto 29' · Geovani 40', 60' | Reporte   | Dostal 6'      | Asistencia: 36.183 espectadores Árbitro(s): Fermín Ramíerz Zermeno (México) | Asistencia: 36.183 espectadores Árbitro(s): Fermín Ramíerz Zermeno (México) |

#### Semifinales
| 15 de junio de 1983, 17:00 | Polonia | 0:1 (0:0) | Argentina  | Estadio Azteca, Ciudad de México                                               |                                                                                |
|                            |         | Reporte   | Zárate 59' | Asistencia: 39.896 espectadores Árbitro(s): José Luis Martínez Bazán (Uruguay) | Asistencia: 39.896 espectadores Árbitro(s): José Luis Martínez Bazán (Uruguay) |

| 15 de junio de 1983, 17:00 | Corea del Sur    | 1:2 (1:1) | Brasil                  | Estadio Tecnológico, Monterrey                                        |                                                                       |
|                            | Jong Boo Kim 14' | Reporte   | Gilmar 22' · Santos 81' | Asistencia: 55.914 espectadores Árbitro(s): Jan Keizer (Países Bajos) | Asistencia: 55.914 espectadores Árbitro(s): Jan Keizer (Países Bajos) |

#### Tercer lugar
| 18 de junio de 1983, 19:00 | Polonia                       | 2:1 (1:1, 0:1) (t. s.) | Corea del Sur     | Estadio Jalisco, Guadalajara                                                    |                                                                                 |
|                            | Krauze 77' · Szczepanski 103' | Reporte                | Kee Keung Lee 37' | Asistencia: 35.000 espectadores Árbitro(s): Luís Carlos Félix Ferreira (Brasil) | Asistencia: 35.000 espectadores Árbitro(s): Luís Carlos Félix Ferreira (Brasil) |

#### Final
| 19 de junio de 1983, 12:00 | Argentina | 0:1 (0:1) | Brasil             | Estadio Azteca, Ciudad de México                                     |                                                                      |
|                            |           | Reporte   | Geovani 31' (pen.) | Asistencia: 110.000 espectadores Árbitro(s): Gerard Biguet (Francia) | Asistencia: 110.000 espectadores Árbitro(s): Gerard Biguet (Francia) |

## Campeón
|                            |
| Bandera de Brasil          |
| Campeón Brasil 1.er título |

## Estadísticas
| Pos. | Equipo          | Pts. | PJ | PG | PE | PP | GF | GC | Dif. | Rend. |
| ---- | --------------- | ---- | -- | -- | -- | -- | -- | -- | ---- | ----- |
| 1    | Brasil          | 11   | 6  | 5  | 1  | 0  | 13 | 4  | +9   | 91,6% |
| 2    | Argentina       | 10   | 6  | 5  | 0  | 1  | 13 | 2  | +11  | 83,3% |
| 3    | Polonia         | 8    | 6  | 4  | 0  | 2  | 13 | 7  | +6   | 66,6% |
| 4    | Corea del Sur   | 6    | 6  | 3  | 0  | 3  | 8  | 9  | -1   | 50,0% |
| 5    | Uruguay         | 5    | 4  | 2  | 1  | 1  | 7  | 5  | +2   | 62,5% |
| 6    | Escocia         | 4    | 4  | 2  | 0  | 2  | 4  | 3  | +1   | 50,0% |
| 7    | Checoslovaquia  | 4    | 4  | 2  | 0  | 2  | 8  | 8  | 0    | 50,0% |
| 8    | Países Bajos    | 4    | 4  | 1  | 2  | 1  | 5  | 5  | 0    | 50,0% |
| 9    | Australia       | 3    | 3  | 1  | 1  | 1  | 4  | 4  | 0    | 50,0% |
| 10   | Nigeria         | 3    | 3  | 1  | 1  | 1  | 1  | 3  | -2   | 50,0% |
| 11   | Estados Unidos  | 2    | 3  | 1  | 0  | 2  | 3  | 5  | -2   | 33,3% |
| 12   | China           | 2    | 3  | 1  | 0  | 2  | 5  | 8  | -3   | 33,3% |
| 13   | México          | 1    | 3  | 0  | 1  | 2  | 2  | 4  | -2   | 16,6% |
| 14   | Costa de Marfil | 1    | 3  | 0  | 1  | 2  | 2  | 8  | -6   | 16,6% |
| 15   | Unión Soviética | 0    | 3  | 0  | 0  | 3  | 3  | 6  | -3   | 0,0%  |
| 16   | Austria         | 0    | 3  | 0  | 0  | 3  | 0  | 10 | -10  | 0,0%  |

## Premios
| Balón de Oro        | Balón de Plata  | Balón de Bronce    |
| ------------------- | --------------- | ------------------ |
| Geovani             | Roberto Zárate  | Luis Islas         |
| Botín de Oro        | Botín de Plata  | Botín de Bronce    |
| Geovani             | Joachim Klemenz | Jorge Luis Gabrich |
| 6 goles             | 5 goles         | 4 goles            |
| Premio al Fair Play |                 |                    |
| Corea del Sur       |                 |                    |

## Goleadores
| Jugador          | Selección      | Goles |
| ---------------- | -------------- | ----- |
| Geovani          | Brasil         | 6     |
| Joachim Klemenz  | Polonia        | 5     |
| Jorge Gabrich    | Argentina      | 4     |
| Stanislav Dostal | Checoslovaquia | 3     |
| Carlos Aguilera  | Uruguay        | 3     |
| Shin Yon Ho      | Corea del Sur  | 3     |
| Roberto Zárate   | Argentina      | 3     |

## Futbolistas destacados
| - Anton Polster - Gerald Vanenburg - Marco van Basten - Marcelino Bernal | - Luis Islas - Bebeto - Dunga - Rubén Sosa | - Fabián Basualdo - Frank Farina - Roberto Zárate |